# Chenopodium
- Commons
- Wikispecies

Quenopódio (Chenopodium L.) é um gênero botânico da família Amaranthaceae.

## Sinonímia
| - Ambrina Spach - Blitum L. - Teloxys Moq. - Baolia H.W. Kung et G.L. Chu | - Meiomeria Standl. - Morocarpus Boehm. - Neobotrydium Moldenke - Scleroblitum Ulbr. |

## Espécies
| - Chenopodium album - Chenopodium ambrosioides - Chenopodium bonus-henricus - Chenopodium botrys - Chenopodium capitatum - Chenopodium chenopodioides - Chenopodium ficifolium - Chenopodium foliosum - Chenopodium giganteum - Chenopodium glaucum - Chenopodium hybridum | - Chenopodium murale - Chenopodium opulifolium - Chenopodium pallidicaule - Chenopodium polyspermum - Chenopodium purpurascens - Chenopodium quinoa - Chenopodium rubrum - Chenopodium suecicum - Chenopodium urbicum - Chenopodium vulvaria |

- Lista completa

## Classificação do gênero
| Sistema | Classificação                    | Referência               |
| ------- | -------------------------------- | ------------------------ |
| Linné   | Classe Pentandria, ordem Digynia | Species plantarum (1753) |